# Opel Insignia
Opel Insignia – samochód osobowy klasy średniej produkowany pod niemiecką marką Opel w latach 2008–2022.

## Pierwsza generacja

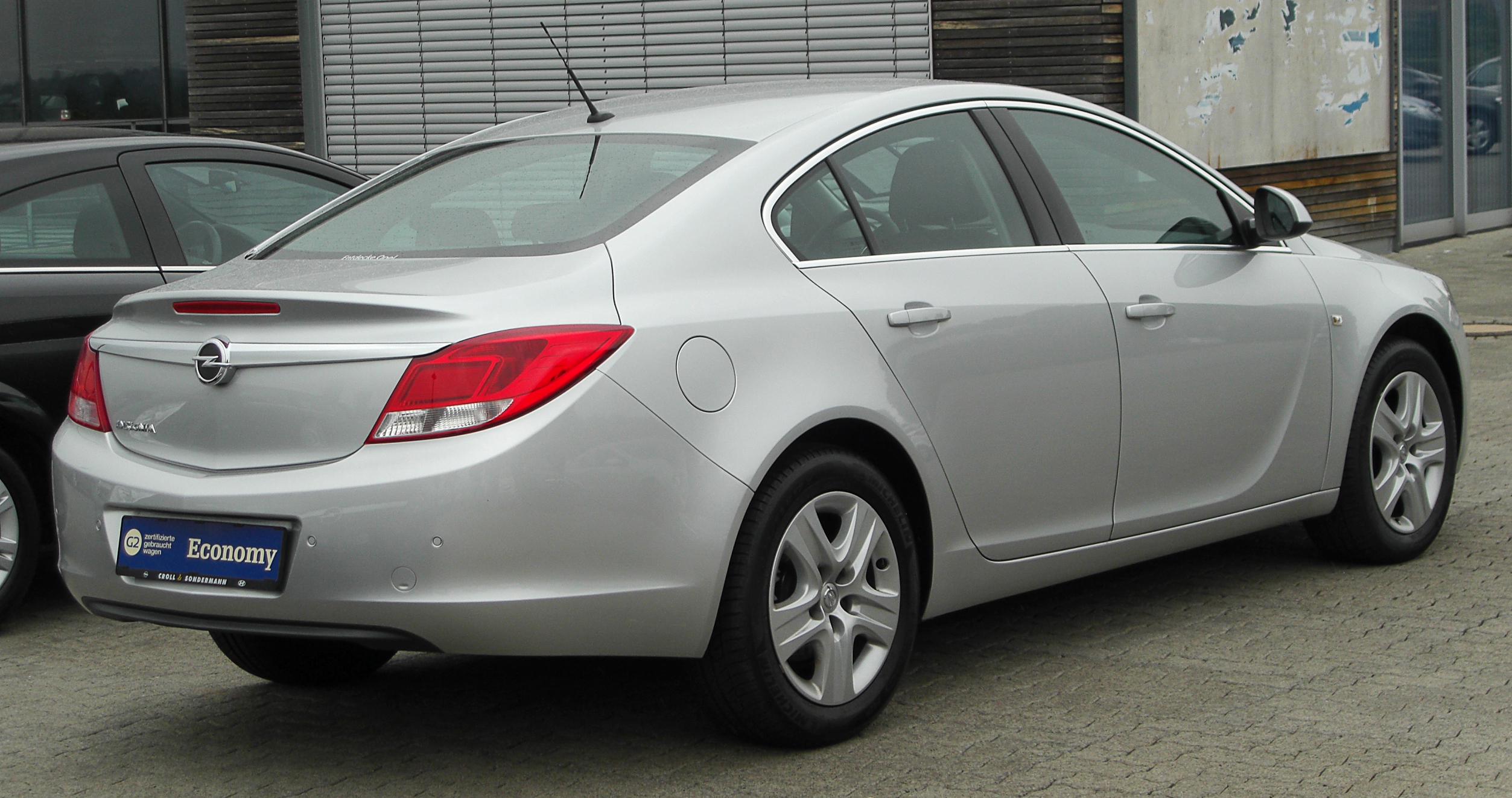
Opel Insignia A – tył

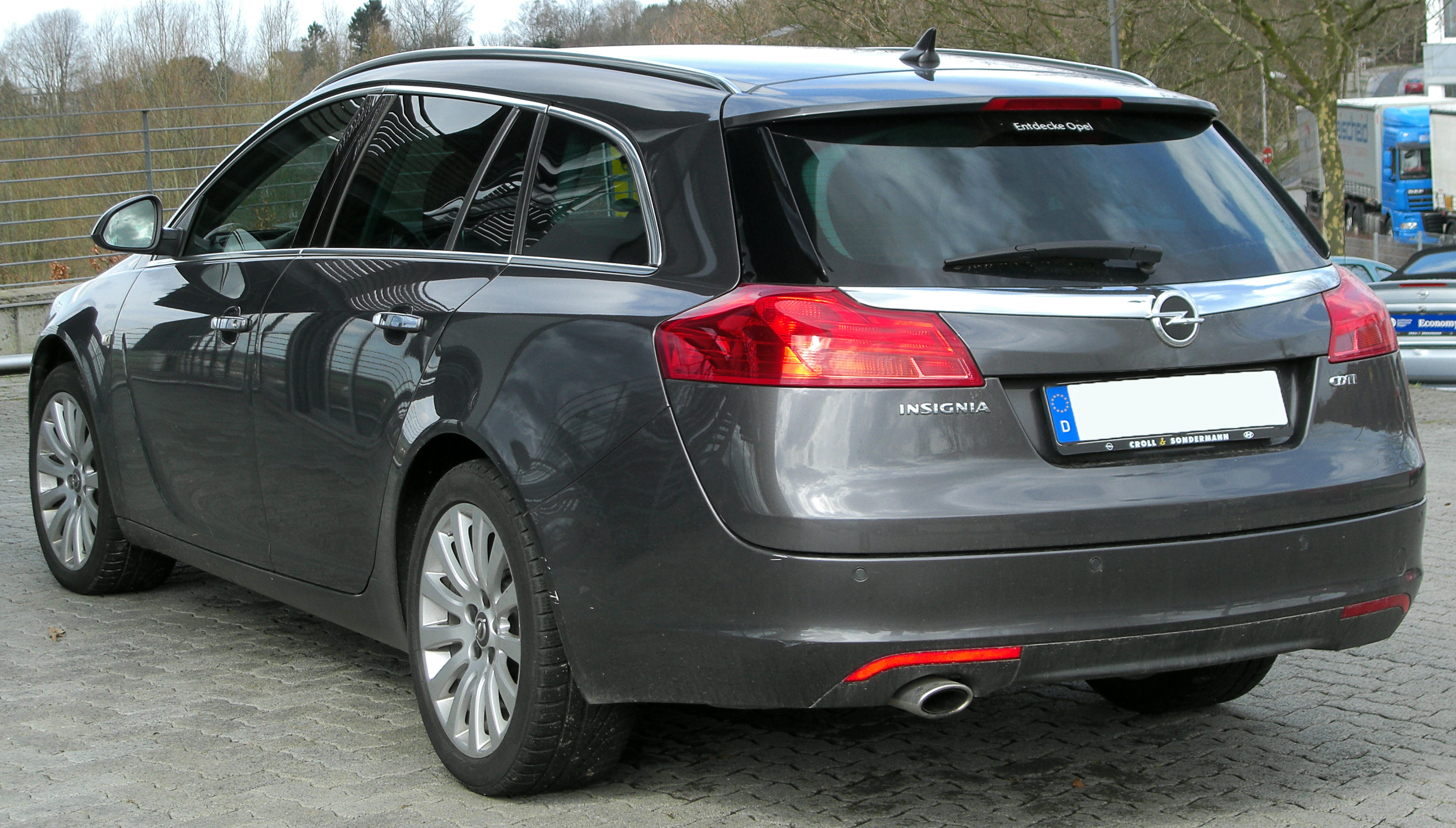
Opel Insignia A Sports Tourer

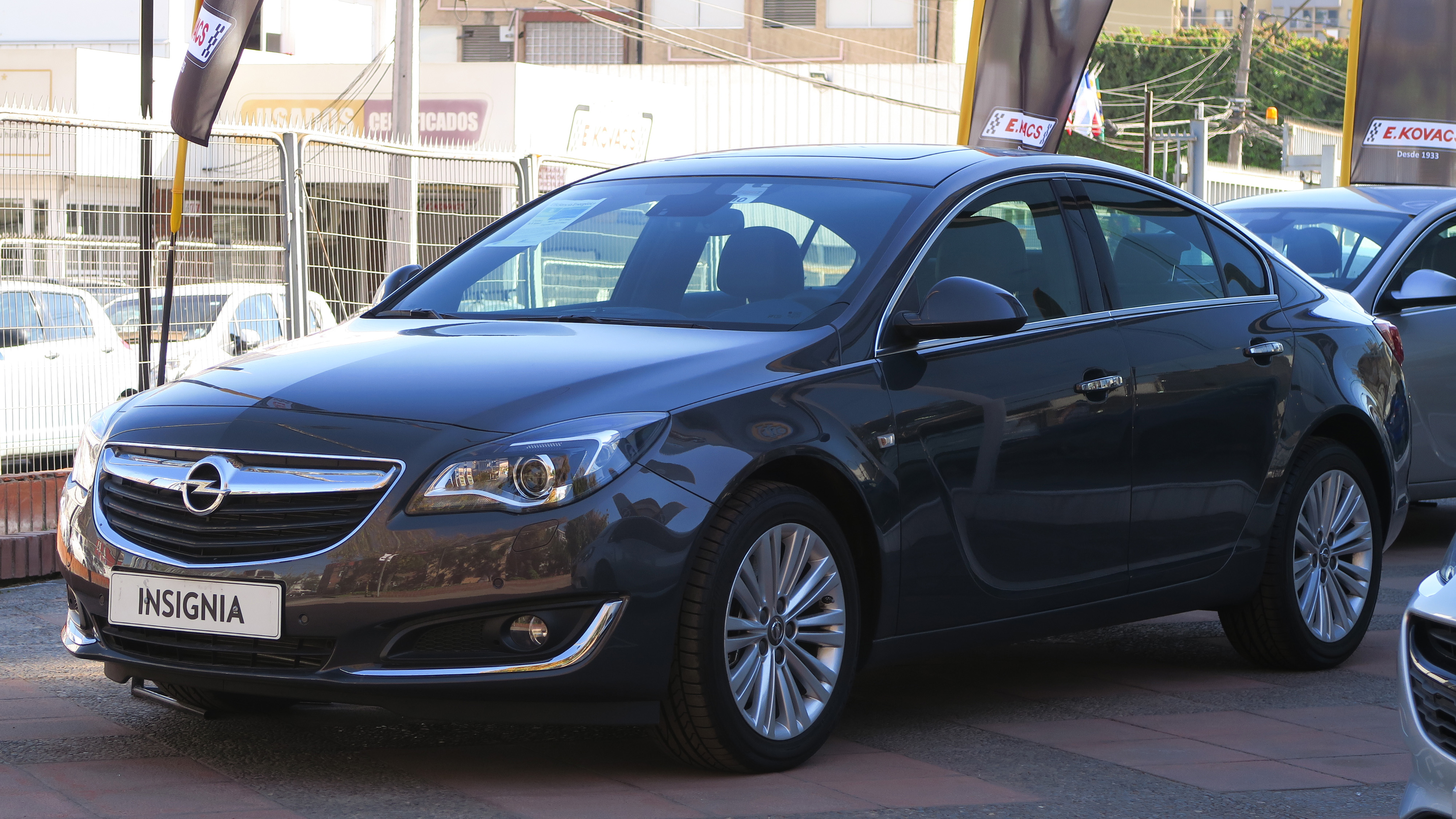
Opel Insignia A po liftingu

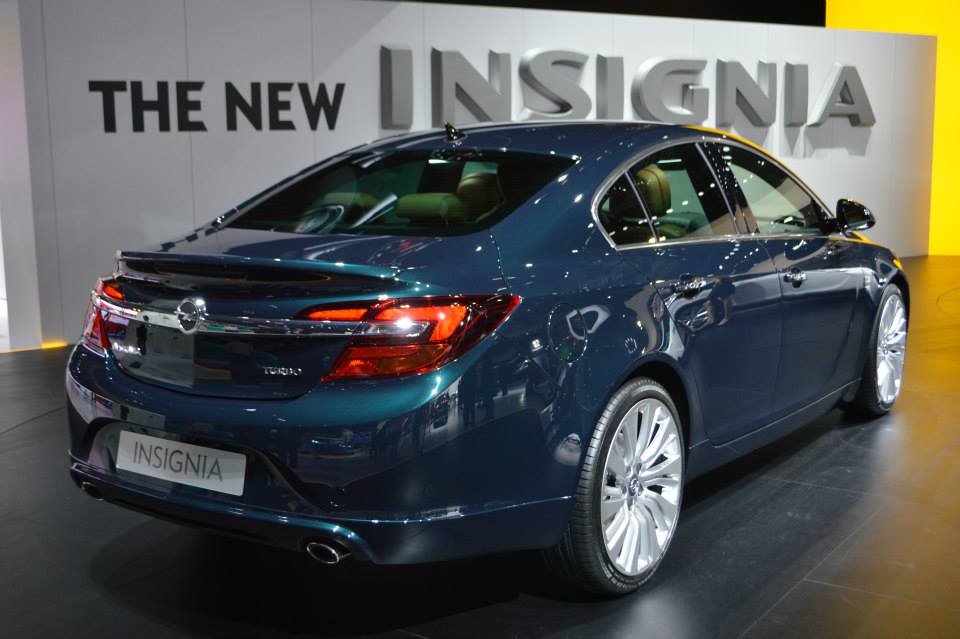
Opel Insignia A – tył po liftingu

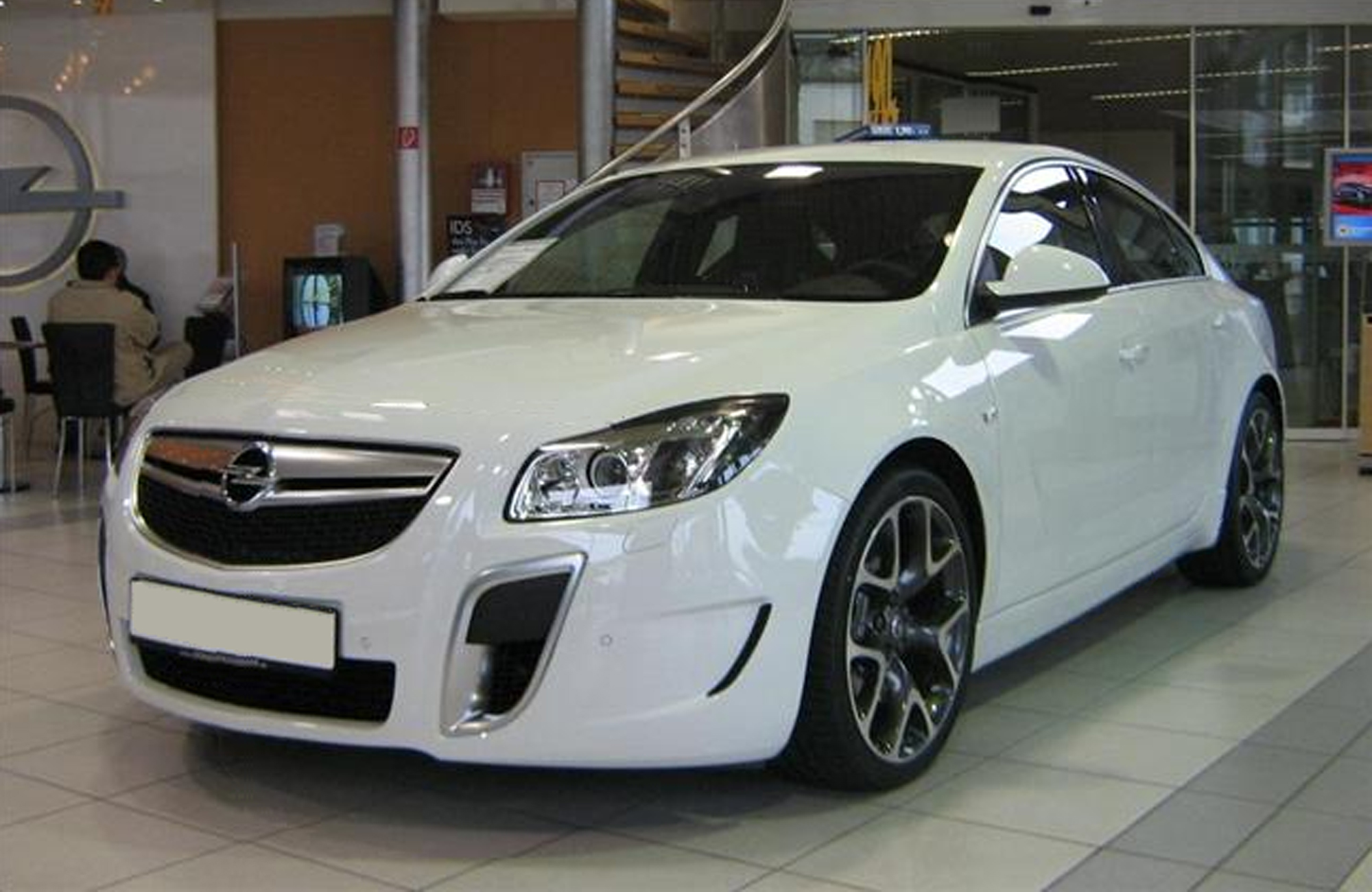
Opel Insignia OPC

Opel Insignia I został po raz pierwszy zaprezentowany podczas targów motoryzacyjnych w Londynie 22 lipca 2008 roku.
Auto zbudowane zostało na bazie płyty podłogowej GM Epsilon II, która wykorzystana została do zbudowania m.in. Buicka LaCrosse, Saaba 9-5 II oraz Chevroleta Malibu. Stylistycznie, pojazd nawiązuje do zaprezentowanego podczas targów motoryzacyjnych w Genewie w 2007 roku samochodu koncepcyjnego Opel GTC. Nazwę Insignia po raz pierwszy użyto do prezentacji prototypu Insignia Concept zaprezentowanego podczas targów motoryzacyjnych we Frankfurcie w 2003 roku. Pojazd zdobył tytuł Car of the Year 2009.
W 2014 roku sprzedano 4092 sztuki Insigni, natomiast dwa lata później sprzedano w Polsce 2583 egzemplarze Opla Insignia, dzięki czemu zajął 46 lokatę wśród najchętniej wybieranych samochodach w kraju.

### Modernizacje
W 2011 roku pojazd przeszedł delikatną modernizację. Wprowadzono m.in. nowe kolory tapicerki oraz nowe wzory felg.
W 2013 roku pojazd przeszedł gruntowny face lifting. Na klapie bagażnika zamontowano wąski chromowany pas znany z Opla Cascady. We wnętrzu przemodelowano deskę rozdzielczą, zegary i kierownicę, ograniczono liczbę przycisków. Wprowadzono także 8-calowy dotykowy wyświetlacz oraz w miejscu prędkościomierza kolejny mały wyświetlacz, który może pełnić różne funkcje. Z zewnątrz przeprojektowano pas przedni pojazdu, zastosowano nowy grill i wzór reflektorów. Pod maskę zmodernizowanej odmiany trafiły zmodyfikowane jednostki 2.0 CDTI o mocy 120 lub 140 KM oraz 2.0 BiTurbo 195 KM, 1.8 140 KM, 1.6 SIDI 170 KM, 2.0 SIDI 250 KM. Prezentacja auta odbyła się podczas targów motoryzacyjnych we Frankfurcie. W sierpniu 2013 roku zaprezentowano również Insignię po liftingu w najmocniejszej wersji OPC. Samochód napędzany jest turbodoładowanym silnikiem benzynowym w układzie V6 o pojemności 2.8 l i mocy 325 KM. Przy okazji liftingu gruntownie zmodernizowano zawieszenie pojazdu.
W połowie 2015 roku pojazd został poddany modernizacji. Pojawiły się nowe średniolitrażowe silniki 1.6 CDTI o mocy 120 i 136 KM, które zastąpiły jednostki o pojemności 2.0 l CDTI. Do listy wyposażenia dodano system Opel OnStar, nowy system multimedialny, stabilne łącze Wi-Fi, a także poprawiono niektóre elementy wyposażenia. Zmiany objęły także zawieszenie.
Na rok modelowy 2016 wprowadzono także do nawigacji system Apple CarPlay i Android Auto, oraz mocniejszy hardware samej nawigacji. Dodane zostały także nowe kolory lakierów.

### Koniec produkcji i sprzedaży
W 2017 roku zakończono sprzedaż i produkcję pojazdu, powiązane z tym były wysokie rabaty. Fabrycznie nową Insignię z nadwoziem sedan, w podstawowej wersji wyposażenia i z 140-konnym silnikiem 1.8 mogliśmy mieć za 68 750 zł, co jest poziomem cenowym segmentu C. (Cena przed wyprzedażą – 90 750 zł)

### Insignia Country Tourer
W 2011 roku zaprezentowano terenową odmianę modelu nazwaną Insignia Country Tourer. Model bazuje na wersji kombi pojazdu. Samochód otrzymał zwiększony o 20 mm prześwit, a pod podwoziem umieszczono specjalne płyty i wzmocnienia ochronne. Auto posiada napęd 4x4 stworzony przez Saaba bazujący na sprzęgle Haldex, mechanizm różnicowy o ograniczonym poślizgu i adaptacyjne zawieszenie Opel FlexRide. Samochód napędzany jest wyłącznie turbodoładowanymi silnikami z bezpośrednim wtryskiem paliwa.

### Wersje wyposażeniowe[11][13]
- Insignia
- Edition
- Executive
- Cosmo
- Sport
- Country Tourer
- OPC
- OPC Unlimited Edition[14]
- Active – wersja specjalna, charakteryzująca się wysokim współczynnikiem jakości do ceny.

Standardowe wyposażenie podstawowej wersji Insignia obejmuje m.in. 6 poduszek powietrznych, system stabilizacji toru jazdy (ESP), klimatyzacje manualną jednostrefową, radioodtwarzacz z 4,2 calowym ekranem dotykowym, USB, AUX i 6 głośnikami, centralny zamek z pilotem, elektrycznie regulowane szyby przednie, elektryczną regulację wysokości fotela kierowcy, a także elektrycznie regulowane i podgrzewane lusterka zewnętrzne.
Bogatsza wersja Edition dodatkowo wyposażona jest m.in. w klimatyzacje automatyczną jednostrefową, zestaw głośnomówiący Bluetooth, elektrycznie regulowane szyby tylne, kierownicę obszytą skórą, elektryczną regulację odcinka lędźwiowego w fotelu kierowcy, podłokietnik tylny, tempomat, oraz automatycznie zapalane światła.
Kolejna w hierarchii wersja – Executive dodatkowo została wyposażona m.in. w podgrzewane fotele przednie, klimatyzacje automatyczną dwustrefową, system Opel OnStar, system multimedialny z ekranem dotykowym o przekątnej 8 cali, Apple CarPlay i 7 głośnikami, elektryczny hamulec postojowy, światła do jazdy dziennej LED, reflektory przeciwmgielne, a także aluminiowe 18 calowe felgi.
Topowa wersja Cosmo została ponadto wyposażona m.in. w sportowe fotele przednie, nawigację satelitarną, adaptacyjne zawieszenie FlexRide, czujniki parkowania przednie i tylne, adaptacyjne reflektory biksenonowe AFL, oraz przyciemniane szyby.
Opcjonalnie auto wyposażyć można m.in. w jednostrefową automatyczną klimatyzację, USB, Bluetooth, tempomat, elektrycznie sterowane i podgrzewane lusterka zewnętrzne opcjonalnie z systemem składania, alarm, elektrycznie sterowane tylne szyby, automatyczne sterowanie światłami, czujnik deszczu, dwustrefową klimatyzację automatyczną, sportową kierownicę i fotele, adaptacyjne zawieszenie FlexRide, obniżone zawieszenie, światła przeciwmgielne, podgrzewane przednie fotele, czujnik wilgotności, elektroniczny hamulec postojowy, a także czytnik znaków drogowych nazwany Opel-Eye, który dzięki kamerze umieszczonej pomiędzy lusterkiem wstecznym a przednią szybą pozwala na zarejestrowanie, a następnie wyświetlenie na monitorze umieszczonym na desce rozdzielczej znaków drogowych.

### Reflektory AFL
Samochód wyposażyć można było także w inteligentne reflektory AFL, które oferują 9 trybów świecenia. Zostały one opracowane we współpracy z firmą Hella. Funkcje inteligentnych reflektorów to:
- światło miejskie – mniej niż 50 km/h, szerszy promień o mniejszym zasięgu pomaga kierowcy dostrzec przechodniów na skraju drogi
- światła strefy pieszych – między 5 a 35 km/h, obszar świecenia obu reflektorów rozszerza się o 8 procent z każdej strony
- światła na drogę krajową – między 50 a 100 km/h, tzw. światła mijania
- światło autostradowe – powyżej 100 km/h, większa moc (z 35 do 38 W) poprawia widoczność
- oświetlenie na złe warunki pogodowe – promień światła reflektorów skierowany jest bardziej w stronę boków drogi (w mniejszym stopniu w lewo), aby lepiej doświetlić linie na jezdni. Dla zmniejszenia ryzyka oślepienia w systemie AFL lewy reflektor ma mniejszą moc (z 35 do 32 W). O widoczność dba podniesiona moc prawego reflektora (z 35 do 38 W).
- doświetlenie zakrętów – „rozjaśnia” obszar po prawej lub lewej stronie auta nawet pod kątem 90 stopni. Funkcja ułatwia manewrowanie np. na nieoświetlonych dojazdówkach. Uaktywnia się kiedy samochód jedzie wolniej niż 40 km/h, a kierowca mocno skręci kierownicą lub włączy kierunkowskaz.
- doświetlanie zakrętów w czasie jazdy
- światła drogowe – zamiast świecić asymetrycznie, oświetlają pełną szerokość drogi. Ich moc również wzrosła z 35 do 38 W
- asystent świateł drogowych – automatycznie włącza światła drogowe dla mocniejszego oświetlenia jezdni[16]

### Dane techniczne[17]
| Silnik                    | Pojemność skokowa (cm³) | Typ silnika        | Układ zasilania       | Średnica x skok cylindra (mm) | Stopień sprężania  | Moc maksymalna (KM (kW) przy obr./min) | Maksymalny moment obrotowy (Nm przy obr./min) | Przyspieszenie 0–100 km/h (s) | Prędkość maksymalna (km/h) | Lata produkcji     |
| Silniki benzynowe:        | Silniki benzynowe:      | Silniki benzynowe: | Silniki benzynowe:    | Silniki benzynowe:            | Silniki benzynowe: | Silniki benzynowe:                     | Silniki benzynowe:                            | Silniki benzynowe:            | Silniki benzynowe:         | Silniki benzynowe: |
| ------------------------- | ----------------------- | ------------------ | --------------------- | ----------------------------- | ------------------ | -------------------------------------- | --------------------------------------------- | ----------------------------- | -------------------------- | ------------------ |
| 1.4 Turbo EcoFlex         | 1364                    | R4, DOHC           | wtrysk                | 72,5 × 82,6                   | 9,5:1              | 140 (103)/4900-6000                    | 200/1850-4900                                 | 10,9                          | 205                        | 2011 – 2017        |
| 1.4 Turbo EcoFlex LPG     | 1364                    | R4, DOHC           | wtrysk                | 72,5 × 82,6                   | 9,5:1              | 140 (103)/4900-6000                    | 200/1850-4900                                 | 12,4                          | 195                        | 2012 – 2017        |
| 1.6 Ecotec                | 1598                    | R4, DOHC           | wtrysk                | 79,00 × 81,5                  | 10,8:1             | 115 (85)/6000                          | 155/4000                                      | 12,9                          | 192                        | 2008 – 2011        |
| 1.6 Ecotec Turbo          | 1598                    | R4, DOHC           | wtrysk                | 79,00 × 81,5                  | 8,8:1              | 180 (132)/5500                         | 230/2200-5500                                 | 8,9                           | 225                        | 2008 – 2013        |
| 1.6 Ecotec Turbo SIDI     | 1598                    | R4, DOHC           | bezpośredni wtrysk    | 79,00 × 81,5                  | b.d.               | 170 (130)/4250                         | 260/1650-4250                                 | b.d.                          | b.d.                       | 2013 – 2017        |
| 1.8 Ecotec                | 1796                    | R4, DOHC           | wtrysk                | 80,5 × 88,2                   | 10,5:1             | 140 (103)/6300                         | 175/3800                                      | 11,4                          | 206                        | 2008 – 2017        |
| 2.0 Ecotec Turbo          | 1998                    | R4, DOHC           | bezpośredni wtrysk    | 86,00 × 86,00                 | 9,3:1              | 220 (162)/5300                         | 350/2000-4000                                 | 7,6                           | 242                        | 2008 – 2013        |
| 2.0 Ecotec Turbo AWD SIDI | 1998                    | R4, DOHC           | bezpośredni wtrysk    | 86,00 × 86,00                 | 9,3:1              | 250 (184)/5300                         | 400/2400-3600                                 | 7,5                           | 250                        | 2011 – 2017        |
| 2.8 V6 Ecotec Turbo       | 2792                    | V6, DOHC           | wtrysk                | 89,00 × 74,8                  | 9,5:1              | 260 (191)/5500                         | 350/1900-4500                                 | 6,9                           | 250                        | 2008 – 2013        |
| 2.8 V6 Ecotec Turbo OPC   | 2792                    | V6, DOHC           | wtrysk Bosch Motronic | 89,00 × 74,8                  | 9,5:1              | 325 (239)/5250                         | 435/5250                                      | 5,9                           | 265                        | 2009 – 2017        |
| Silniki wysokoprężne:     |                         |                    |                       |                               |                    |                                        |                                               |                               |                            |                    |
| 1.6 CDTi                  | 1598                    | R4, DOHC           | wtrysk                | b.d.                          | b.d.               | 120 (88)/4000                          | 320/2000                                      | 11,9                          | b.d.                       | 2015 – 2017        |
| 1.6 CDTi                  | 1598                    | R4, DOHC           | wtrysk                | b.d.                          | b.d.               | 136 (100)/4000                         | 320/2000                                      | 10,9                          | b.d.                       | 2015 – 2017        |
| 2.0 CDTi                  | 1956                    | R4, DOHC           | common rail           | 83,00 × 90,4                  | 16,5:1             | 110 (80)/4000                          | 260/1750-2500                                 | 12,1                          | 190                        | 2008 – 2015        |
| 2.0 CDTi                  | 1956                    | R4, DOHC           | common rail           | 83,00 × 90,4                  | 16,5:1             | 130 (96)/4000                          | 300 (320)/1750-2500                           | 11,1                          | 205                        | 2010 – 2015        |
| 2.0 CDTi                  | 1956                    | R4, DOHC           | common rail           | 83,00 × 90,4                  | 16,5:1             | 160 (118)/4000                         | 380/1750-2500                                 | 9,5                           | 218                        | 2009 – 2013        |
| 2.0 CDTi EcoFlex          | 1956                    | R4, DOHC           | common rail           | 83,00 × 90,4                  | b.d.               | 120 (88)/4000                          | 320/2000                                      | 11,9                          | 195                        | 2013 – 2015        |
| 2.0 CDTi EcoFlex          | 1956                    | R4, DOHC           | common rail           | 83,00 × 90,4                  | b.d.               | 140 (103)/4000                         | 350 (370)/1750-2500                           | b.d.                          | b.d.                       | 2013 – 2015        |
| 2.0 CDTi EcoFlex          | 1956                    | R4, DOHC           | common rail           | 83,00 × 90,4                  | b.d.               | 163 (120)/4000                         | 350 (380)/1750-2500                           | 9,5                           | 218                        | 2013 – 2015        |
| 2.0 CDTi EcoFlex          | 1956                    | R4, DOHC           | common rail           | 83,00 × 90,4                  | b.d.               | 170 (125)/3750                         | 400/1750-2500                                 | 9,0                           | 225                        | 2015 – 2017        |
| 2.0 CDTi BiTurbo          | 1956                    | R4, DOHC           | common rail           | 83,00 × 90,4                  | 16,5:1             | 195 (143)/4000                         | 400/2000                                      | 8,7                           | 230                        | 2009 – 2015        |

## Druga generacja

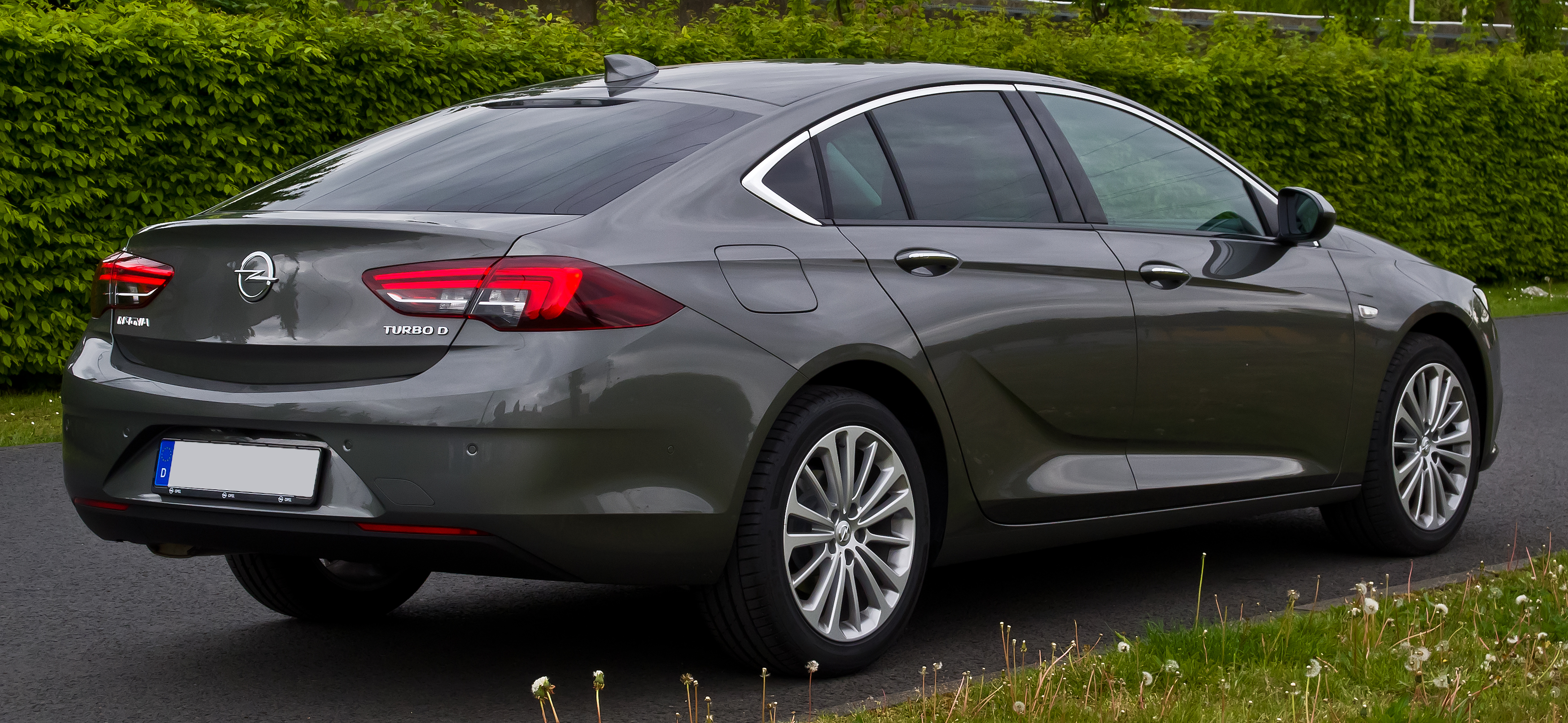
Opel Insignia B Grand Sport – tył

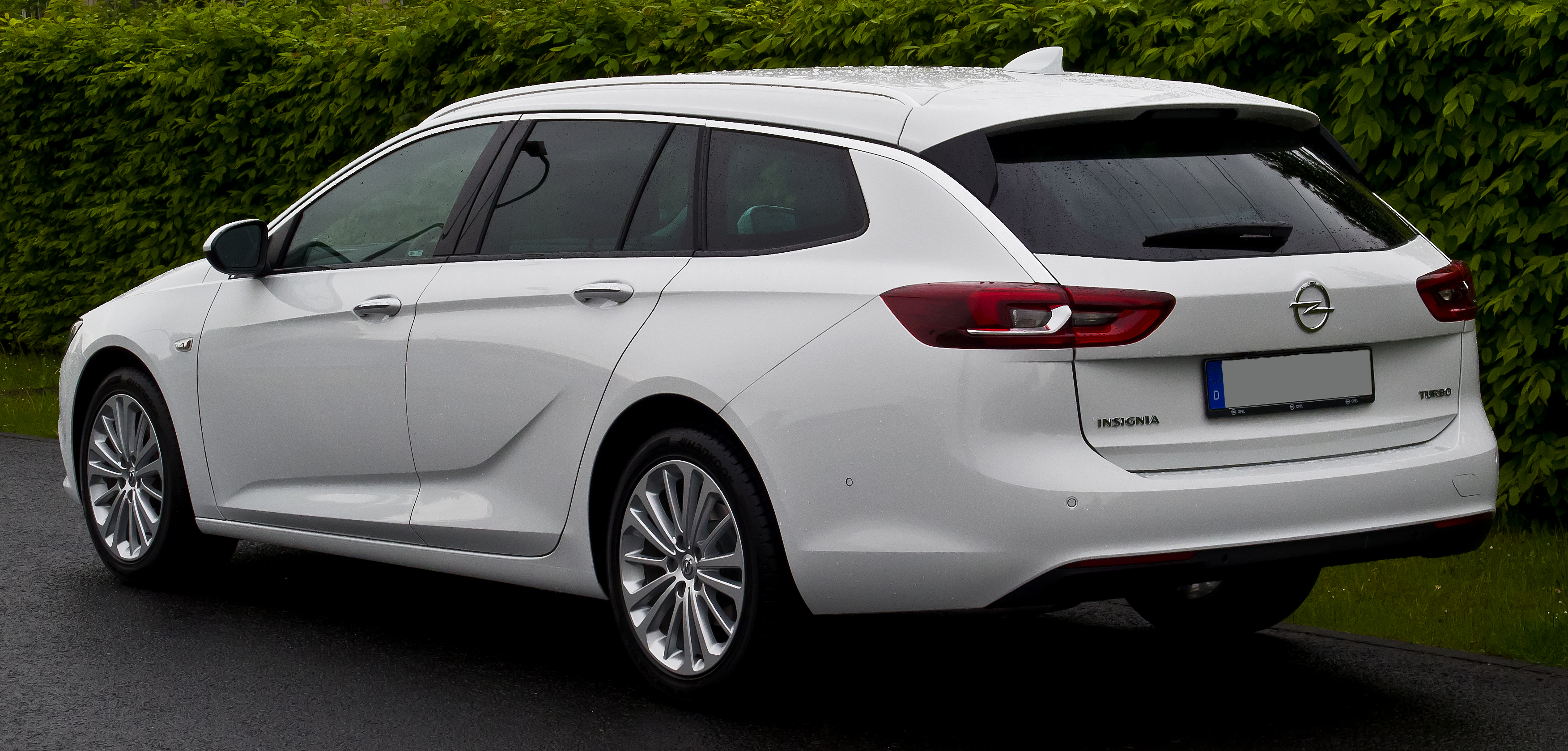
Opel Insignia B Sports Tourer

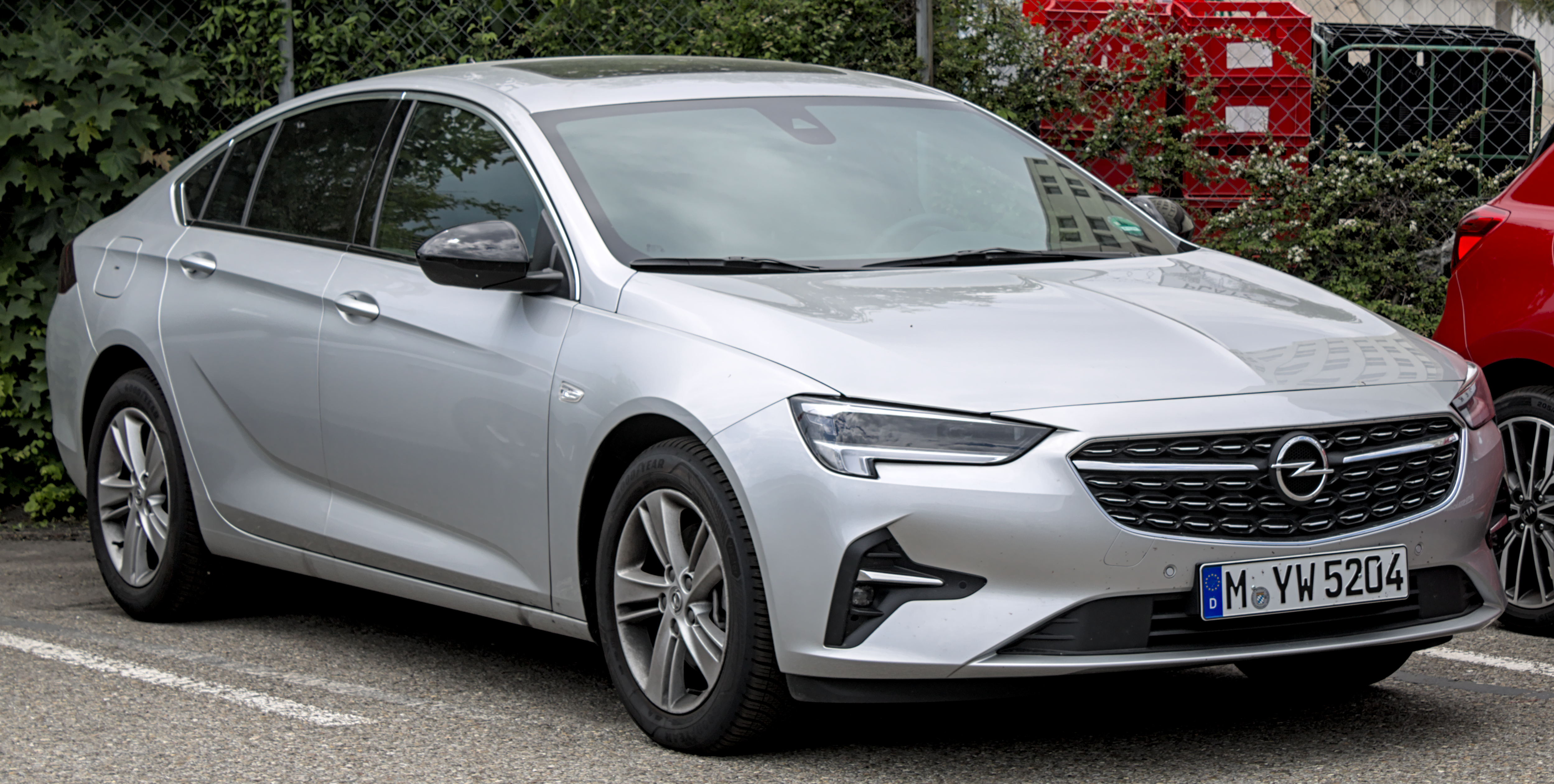
Opel Insignia B Grand Sport po liftingu

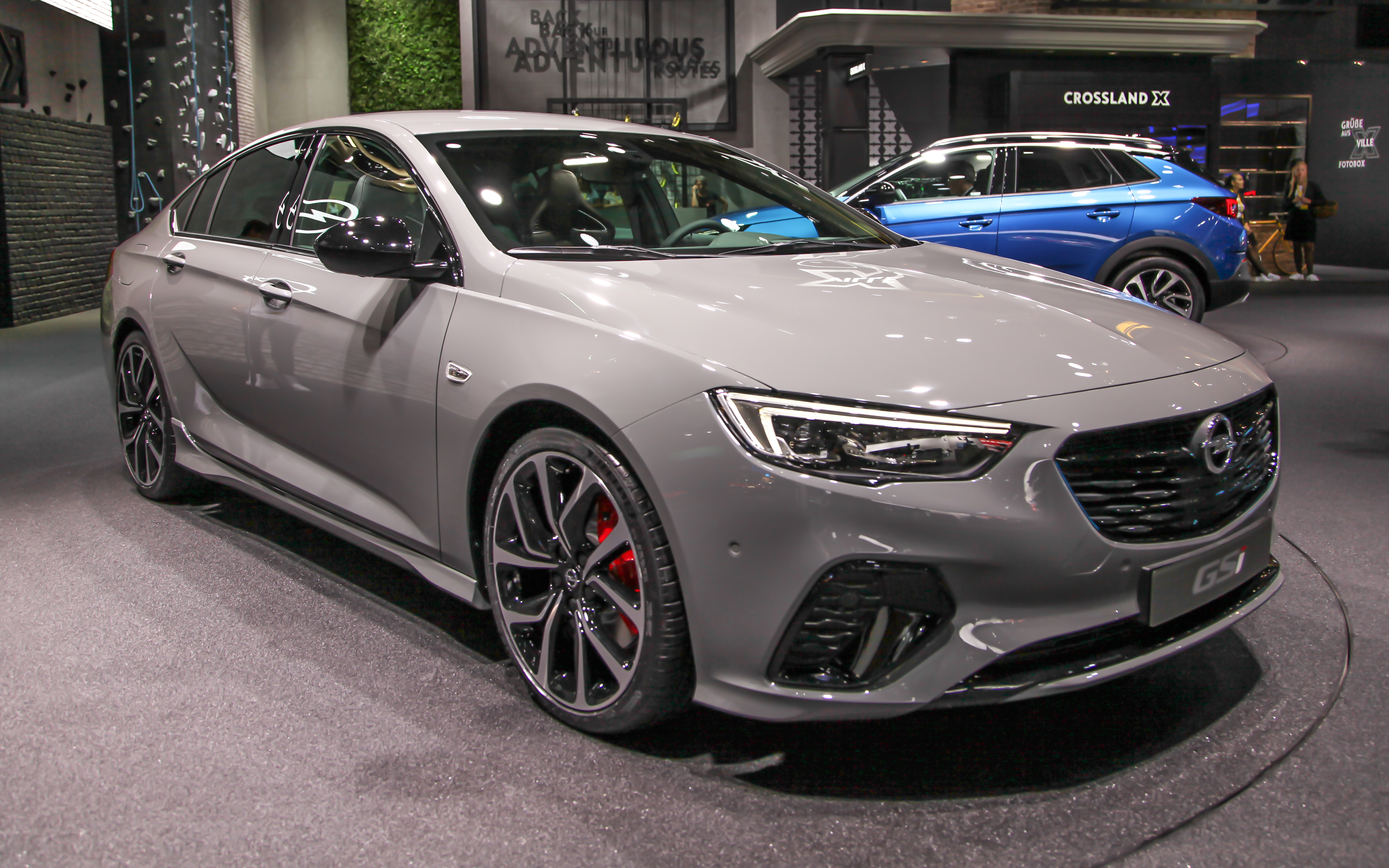
Opel Insignia GSi

Opel Insignia II został po raz pierwszy zaprezentowany w 2016 roku.
Światowa premiera nowej Insignii odbyła się podczas targów motoryzacyjnych w Genewie w marcu 2017 roku.
Pojazd jest technicznie spokrewniony z Chevroletem Malibu piątej generacji, który został zaprezentowany w 2015 roku podczas targów motoryzacyjnych w Nowym Jorku. Oba samochody wykorzystują tę samą płytę podłogową GM E2XX i mają częściowo wspólną paletę silników. Stylistykę pojazd czerpie z samochodu koncepcyjnego Opel Monza. W stosunku do pierwszej generacji modelu, auto zostało wydłużone oraz otrzymało większy rozstaw osi.
Samochód oferowany jest z czterocylindrowymi silnikami oraz 8-biegową automatyczną skrzynią biegów ze sprzęgłem hydrokinetycznym. Opcjonalnie pojazd wyposażony może być w napęd na cztery koła oraz aktywne zawieszenie FlexRide.
Druga generacja Insignii jest samochodem światowym w podobnej skali, co poprzednik – na rynku północnoamerykańskim i chińskim otrzymała emblemat Buicka, a brytyjskim – Vauxhalla. Nowością jest rola nowej Insignii w Australii i Nowej Zelandii – model zajął bowiem w tamtejszej gamie marki Holden miejsce produkowanego do 2017 roku lokalnie modelu Commodore wraz z pokrewnym Calais i przyjmie jego nazwę będąc jednocześnie pierwszym modelem z tej serii importowanym spoza Australii.
W połowie 2018 roku wycofano topowy motor 2.0T 260 KM. Jednocześnie wprowadzono nowy silnik 1.6T o mocy 200 KM, wyposażony w filtr cząstek stałych GPF. Od teraz jedynym silnikiem dostępnym w topowej Insignii GSi jest dwulitrowy turbodiesel o mocy 210 KM.

### Lifting
W styczniu 2020 roku podczas targów motoryzacyjnych Autosalon Brussels Motor Show zaprezentowano model po face liftingu. Zmieniono m.in. lampy przednie, atrapę chłodnicy, zderzak przedni, końcówki wydechu. W odświeżonym modelu do standardowego wyposażenia każdej wersji trafią pełne światła LED. Wprowadzono także nową cyfrową kamerę cofania, poprawiono widoczność do tyłu, radar ostrzegający o ruchu krzyżującym się z naszym torem jazdy do tyłu. W przyszłości producent zamierza także wprowadzić wersję hybrydową PHEV. W gamie zmodernizowanego modelu wprowadzona zostanie nowa gama silnikowa obejmująca zarówno jednostki benzynowe, jak i wysokoprężne o obniżonym zużyciu paliwa i mocy od 122 do 230 KM. Rolę podstawowego motoru będzie pełnił trzycylindrowy diesel 1.5 o mocy właśnie 122 KM.
Usportowiona wersja GSi po face liftingu otrzymała nowy silnik benzynowy 2.0 Turbo o mocy 230 KM z 9-biegową automatyczną skrzynią biegów. Wprowadzono również nowy napęd 4x4 Twinster, w którym tylne koła są dołączane niezależnie od siebie sprzęgłami sterowanymi elektronicznie, ulepszone mechatroniczne zawieszenie FlexRide, oraz system eBoost.

### Wersje wyposażenia[34]
- Enjoy
- Innovation
- Elite
- Ultimate
- Country Tourer
- GSi

Standardowe wyposażenie podstawowej wersji Enjoy obejmuje m.in. 6 poduszek powietrznych, systemy ESP i Star&Stop, elektrycznie regulowane szyby przednie i tylne, elektrycznie regulowane i podgrzewane lusterka zewnętrzne, kierownice obszytą skórą z funkcją sterowania radiem, tempomat, elektryczny hamulec postojowy, klimatyzację automatyczną dwustrefową, stację multimedialną z ekranem dotykowym 7 cali, USB, AUX, Bluetooth, Apple CarPlay/Android Auto i 7 głośnikami, asystent pasa ruchu, światła do jazdy dziennej LED, tylne światła LED, a także 17-calowe felgi aluminiowe.
Bogatsza wersja Innovation dodatkowo wyposażona jest m.in. w ambientowe podświetlenie wnętrza, sportowe fotele przednie z półskórzaną tapicerką, oraz czujniki parkowania przednie i tylne.
Kolejna w hierarchii wersja – Elite dodatkowo została wyposażona m.in. w podgrzewane fotele przednie, nawigację satelitarną, system bezkluczykowy, reflektory matrycowe LED z automatycznym załączaniem, reflektory przeciwmgielne, a także 18-calowe felgi aluminiowe.
Topowa wersja Ultimate została ponadto wyposażona m.in. w boczne poduszki powietrzne tylne, tapicerkę z alcantary, nawigację satelitarną z 8 calowym ekranem dotykowym, wyświetlacz Head-up Display, podgrzewane koło kierownicy, oraz pakiet stylizacyjny OPC Line.
W zależności od wersji wyposażenia samochód opcjonalnie możemy wyposażyć m.in. w lakier metalizowany lub perłowy, elektrycznie składane lusterka zewnętrzne, elektrycznie sterowane okno dachowe, przyciemniane szyby, podgrzewaną przednią szybę, tapicerkę skórzaną, elektrycznie regulowany fotel kierowcy z funkcją wentylacji i masażu, podgrzewaną tylną kanapę, system audio Bose, radio cyfrowe DAB, ładowarkę indukcyjną, autoalarm, kamerę cofania, a także oferowaną już w pierwszej generacji pojazdu kamerę Opel Eye z funkcją rozpoznawania znaków drogowych.

### Dane techniczne[34][35][36]
| Silnik                | Pojemność skokowa (cm³) | Typ silnika        | Moc maksymalna (KM (kW) przy obr./min) | Maksymalny moment obrotowy (Nm przy obr./min) | Przyspieszenie 0–100 km/h (s) | Prędkość maksymalna (km/h) | Zużycie paliwa w cyklu mieszanym (l / 100 KM) | Lata produkcji     |                    |                    |
| Silniki benzynowe:    | Silniki benzynowe:      | Silniki benzynowe: | Silniki benzynowe:                     | Silniki benzynowe:                            | Silniki benzynowe:            | Silniki benzynowe:         | Silniki benzynowe:                            | Silniki benzynowe: | Silniki benzynowe: | Silniki benzynowe: |
| --------------------- | ----------------------- | ------------------ | -------------------------------------- | --------------------------------------------- | ----------------------------- | -------------------------- | --------------------------------------------- | ------------------ | ------------------ | ------------------ |
| 1.5 Turbo             | 1490                    | R4                 | 140 (103) przy 5600                    | 250 przy 2000-4100                            | MT6: 9,9                      | MT6: 210                   | MT6: 6,9                                      | 2017-2020          |                    |                    |
| 1.4 Turbo             | 1342                    | R3                 | 145 (107) przy 5000                    | 236 przy 1500-3500                            | b.d.                          | b.d.                       | MT6: 5,8                                      | od 2020            |                    |                    |
| 1.5 Turbo             | 1490                    | R4                 | 165 (121) przy 5600                    | 250 przy 2000-4500                            | MT6: 8,9 AT6: 9,4             | MT6: 222 AT6: 218          | MT6: 7,0 AT6: 7,5                             | 2017-2020          |                    |                    |
| 2.0 Turbo             | 1998                    | R4                 | 170 (125) przy 4250-6000               | 350 przy 1500-4000                            | b.d.                          | b.d.                       | b.d.                                          | od 2020            |                    |                    |
| 1.6 Turbo             | 1598                    | R4                 | 200 (147) przy 4700-5500               | 300 przy 1700-4700                            | MT6: 7,7 AT6: 8,0             | MT6: 235 AT6: 232          | MT6: 7,2 AT6: 7,7                             | 2018-2019          |                    |                    |
| 2.0 Turbo             | 1998                    | R4                 | 200 (157) przy 4250-6000               | 350 przy 1500-4000                            | AT9: 7,7                      | AT9: 235                   | AT9: 7,5                                      | od 2020            |                    |                    |
| 2.0 Turbo             | 1998                    | R4                 | 230 (169) przy 5000                    | 350 przy 1500-4000                            | b.d.                          | b.d.                       | AT9: 8,3                                      | od 2020            |                    |                    |
| 2.0 Turbo 4x4         | 1998                    | R4                 | 260 (191) przy 5300                    | 400 przy 2500-4000                            | AT8: 7,3                      | AT8: 250                   | AT8: 8,6                                      | 2017-2018          |                    |                    |
| Silniki wysokoprężne: |                         |                    |                                        |                                               |                               |                            |                                               |                    |                    |                    |
| 1.6 Diesel EcoTec     | 1598                    | R4                 | 110 (81) przy 4000                     | 300 przy 1750-2000                            | MT6: 11,8                     | MT6: 205                   | MT6: 5,2                                      | 2017-2020          |                    |                    |
| 1.5 Diesel            | 1496                    | R3                 | 122 (90) przy 3500                     | 300 przy 1750-2500                            | MT6: 11,4 AT8: 12,2           | MT6: 205 AT8: 200          | MT6: 4,6 AT8: 5,0                             | od 2020            |                    |                    |
| 1.6 Diesel            | 1598                    | R4                 | 136 (100) przy 3500-4000               | 320 przy 2000-2250                            | MT6: 10,5 AT6: 10,9           | MT6: 211 AT6: 205          | MT6: 5,7 AT6: 6,3                             | 2017-2020          |                    |                    |
| 2.0 Diesel            | 1956                    | R4                 | 170 (125) przy 3750                    | 400 przy 1750-2500                            | MT6: 8,7 AT8: 8,9             | MT6: 226 AT8: 223          | MT6: 6,0 AT8: 6,6                             | 2017-2020          |                    |                    |
| 2.0 Diesel 4x4        | 1956                    | R4                 | 170 (125) przy 3750                    | 400 przy 1750-2500                            | MT6: 9,7                      | MT6: 223                   | MT6: 6,7                                      | 2017-2020          |                    |                    |
| 2.0 Diesel            | 1995                    | R4                 | 174 (128) przy 3500                    | 380 przy 1500-2750                            | MT6: 8,7 AT8: 8,9             | MT6: 228 AT8: 225          | MT6: 4,6 AT8: 5,0                             | od 2020            |                    |                    |
| 2.0 Diesel 4x4        | 1995                    | R4                 | 174 (128) przy 3500                    | 380 przy 1500-2750                            | b.d.                          | b.d.                       | b.d.                                          | od 2020            |                    |                    |
| 2.0 Diesel 4x4        | 1956                    | R4                 | 210 (154) przy 4000                    | 480 przy 1500                                 | AT8: 7,9                      | AT8: 233                   | AT8: 7,8                                      | 2017-2020          |                    |                    |